# Nextdoor
Nextdoor is een sociaalnetwerksite speciaal voor buurtbewoners onderling met een app voor op de smartphone. 
Nextdoor is een commercieel Amerikaans bedrijf met een filiaal in Ierland speciaal voor de Europese markt. Het bedrijf is in 2011 opgericht door Nirav Tolia in het Amerikaanse Silicon Valley. Hij is met Nextdoor begonnen vanuit zijn kijk op het gebrek aan samenhang in Amerikaanse wijken. Nederland was het eerste land buiten Amerika waar de toepassing werd geïntroduceerd, vanwege de verwachte sociale betrokkenheid en de Nederlandse bereidheid tot kennismaking met nieuwe technologie. Nextdoor is sinds februari 2016 actief in Nederland.

## Kritiek
Nextdoor hanteert een zogeheten cookiewall. Dat houdt in dat je niet kunt deelnemen als je niet akkoord gaat met het verzamelen van gegevens voor onder meer commerciële doeleinden (data mining) via cookies. De Nederlandse Autoriteit Persoonsgegevens (AP) heeft echter duidelijk laten weten dat de cookiewall onrechtmatig is en dat bedrijven hun bedrijfsproces dienen aan te passen.